# سیریل کالی
سیریل کالی (انگلیسی: Cyril Kali؛ زادهٔ ۲۱ ژانویهٔ ۱۹۸۴) بازیکن فوتبال اهل فرانسه است.
از باشگاه‌هایی که در آن بازی کرده‌است می‌توان به باشگاه فوتبال پانتولیکوس، باشگاه فوتبال لیل، باشگاه فوتبال لیلستروم، باشگاه فوتبال آستراس تریپولی، باشگاه فوتبال لاریسا، و باشگاه فوتبال ویرا اشاره کرد.
وی همچنین در تیم ملی فوتبال سنت مارتین بازی کرده‌است.